# Lady Jane
"Lady Jane" er en sang fra The Rolling Stones, og fandtes første gang på deres album Aftermath. 
Den blev skrevet af Mick Jagger og Keith Richards, og blive betragtet af mange fans som højdepunktet af Aftermath, og som en af deres bedste melodier.
Den leverer en Elisabethansk atmosfære med dens tekst, og uforglemmelige instrumental del hvor Brian Jones spiller på  Dulcimer. Rygterne siger, at sangen kunne handle om Henrik 8.s koner, men den kunne også handle om Jane Ormsby-Gore, en engelske kvinde Mick var involveret med på det tidspunkt .
På studie versionen er der ingen trommer. Når den bliver spillet live (som for eksempel på deres 1966 live album Got Live if You Want It!), gør  Charlie Watts brug af et trommesæt.  
Mens begge de udgivende albummer i USA og Storbritannien havde forskellige numre var dette nummer tre, på side et, på begge albummer. 
Nummeret optræder i USA som dobbelt a-side sammen med ”Mother's Little Helper".

### Fodnote
1. ↑  Lady Jane by The Rolling Stones Songfacts